# ロレート・アプルティーノ
ロレート・アプルティーノ (Loreto Aprutino) は、人口7,611人のイタリア共和国アブルッツォ州ペスカーラ県のコムーネの一つである。

## 地理

### 位置・広がり

#### 隣接コムーネ
隣接するコムーネは以下の通り。
- カティニャーノ
- チヴィタクアーナ
- チヴィテッラ・カザノーヴァ
- コッレコルヴィーノ
- モスクーフォ
- ペンネ
- ピアネッラ
- ピッチャーノ

## 行政

### 分離集落
ロレート・アプルティーノには以下の分離集落（フラツィオーネ）がある。
- Cartiera, Ferrauto, Il Tarallo, Passocordone, Poggioragone, Remartello, Rotacesta, San Pellegrino, Cordano, Cappuccini, Fiorano, Villa Scannella, Madonna degli Angeli, Gallo, Collecera, Colle Cavaliere, Collefreddo, Scrizzetto, Paterno, Pallante, Colleospedale, Cancelli, Salmacina, Cecalupo, Sablanico